# フィッツ・ヘンリー・レーン
フィッツ・ヘンリー・レーン（Fitz Henry Lane、1831年に改名する前の名前はナサニエル・ロジャース・レーン:Nathaniel Rogers Lane、1804年12月18日 - 1865年8月13日）は、アメリカ合衆国の画家である。19世紀後半のアメリカでの風景画のスタイル「ルミニズム」の画家の一人とされる。フィッツ・ヒュー・レーン(Fitz Hugh Lane)と呼ばれることもある。

## 略歴
マサチューセッツ州の港町、グロスターで生まれた。2歳の時におそらくポリオに罹患し、松葉杖を使うことになった。絵を描き始め、1832年に短期間地元の版画家のもとで働いた後、ボストンに出て、ボストン最大の版画工房を経営していたウィリアム・S・ペンドルトン(William S. Pendleton: 1795-1879)の徒弟となり、1837年まで働いた。
1831年に法的な手続きを取ってフィッツ・ヘンリー・レーンに改名した理由は不明であるが、ロングアイランド出身のミニアチュール画家、ナサニエル・ロジャース（Nathaniel Rogers: 1787-1844)と混同されるのを避けるためではないかとされている。
ペンドルトンの工房ではイギリスの海洋画家、ロバーツ・サーモン(Robert Salmon: 1775-1848/51)も働いていた時期があり、フィッツ・ヘンリー・レーンはサーモンの作品に親しみ、サーモンを手本に油絵を描くようになった。1841年にボストン・アテナエウムで開かれた展覧会に作品を出展した。1845年から何度もボストン・アテナエウムに作品を出展した。この頃まで、港の風景などの風景画や船の絵を描いていた。
1848年に、会費制の美術愛好者団体であるニューヨークのアートユニオン(Art Union)に初めて作品を買い上げられ、後にアートユニオンはレーンの多くの作品を買い上げた。1848年にメイン州を始めて旅し、メイン州の風景は、レーンの故郷のグロスターに近いアン岬周辺とともに、レーンの良く描く場所になった。
1848年に故郷のグロスターに戻り、家を建てて姉夫婦と暮らし始めた。1850年代からはボストンの穏やか雰囲気の港の風景やアン岬の風景を描いた。1864年に健康の状態が悪化し、その年の8月、心臓病で60歳で没した。
グロスターに移った後は、地元の画家としてしか知られていなかったが、1940年代になって、19世紀のアメリカ美術が注目され、1949年にボストンのコレクターがレーンの多数の作品を含むコレクションをボストン美術館に寄贈したことで、レーンが再び注目されることになった。

## 作品

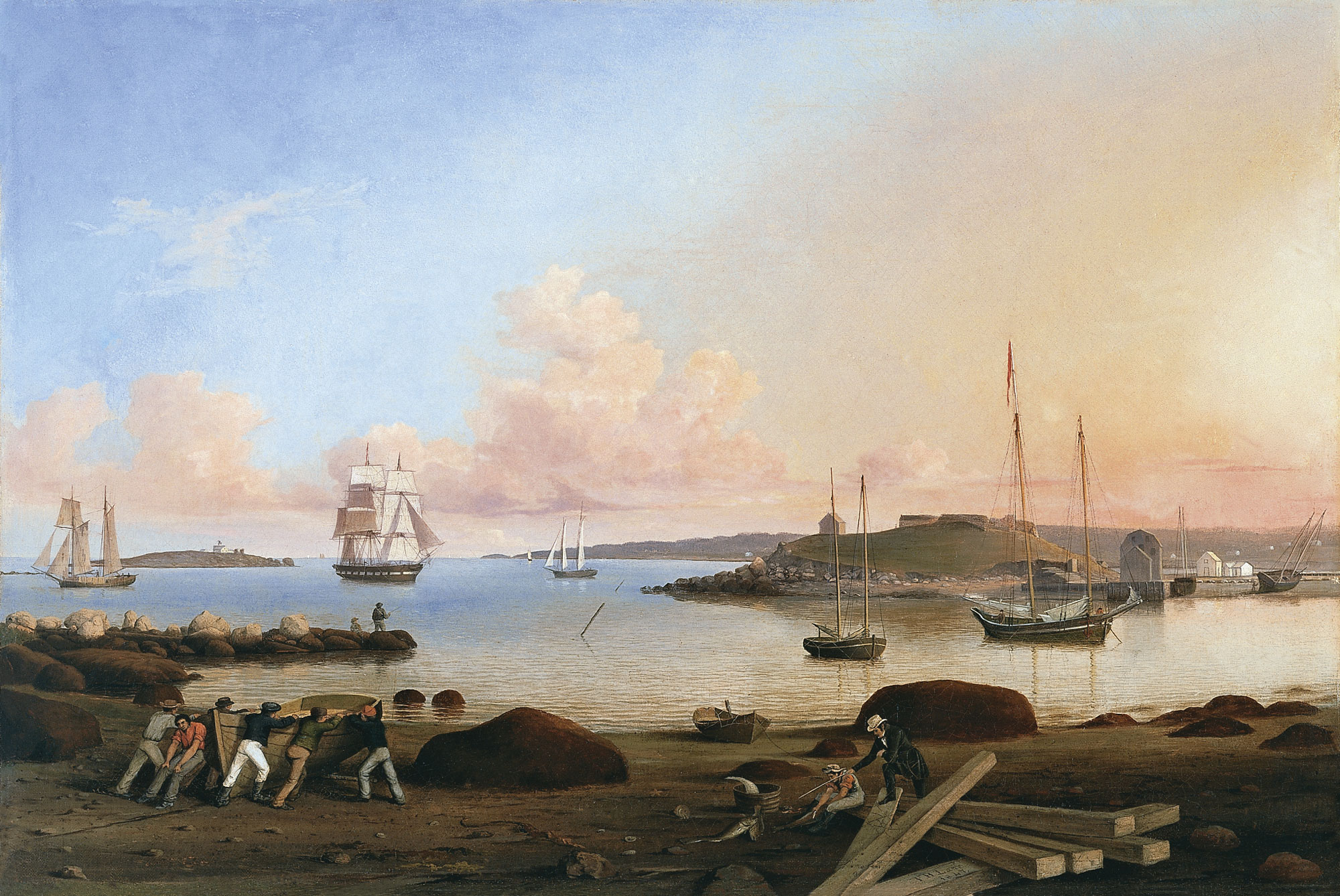
The Fort and Ten Pound Island, Gloucester, Massachusetts (1847) ティッセン＝ボルネミッサ美術館蔵
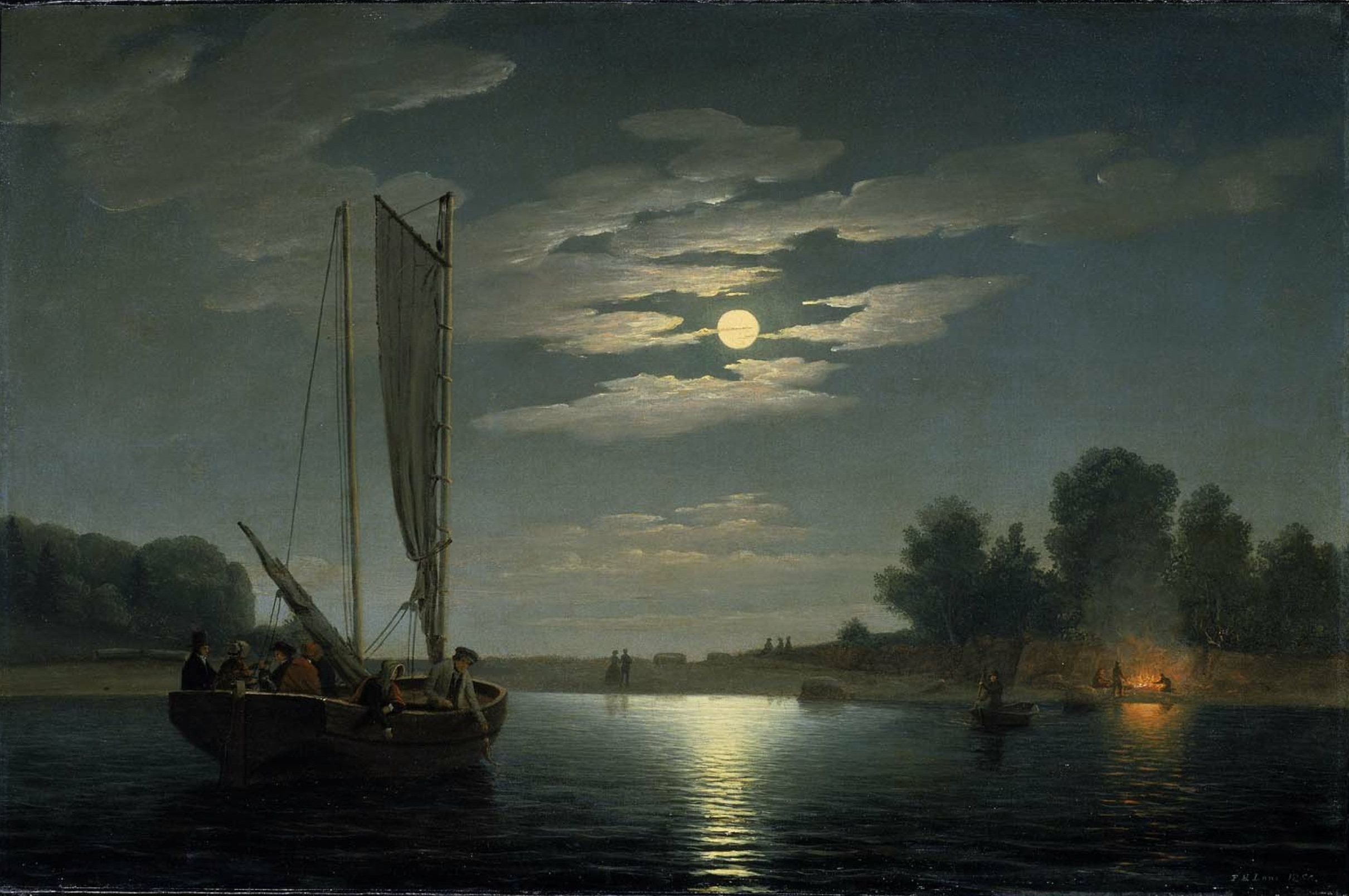
漁船団(1850) ボストン美術館蔵
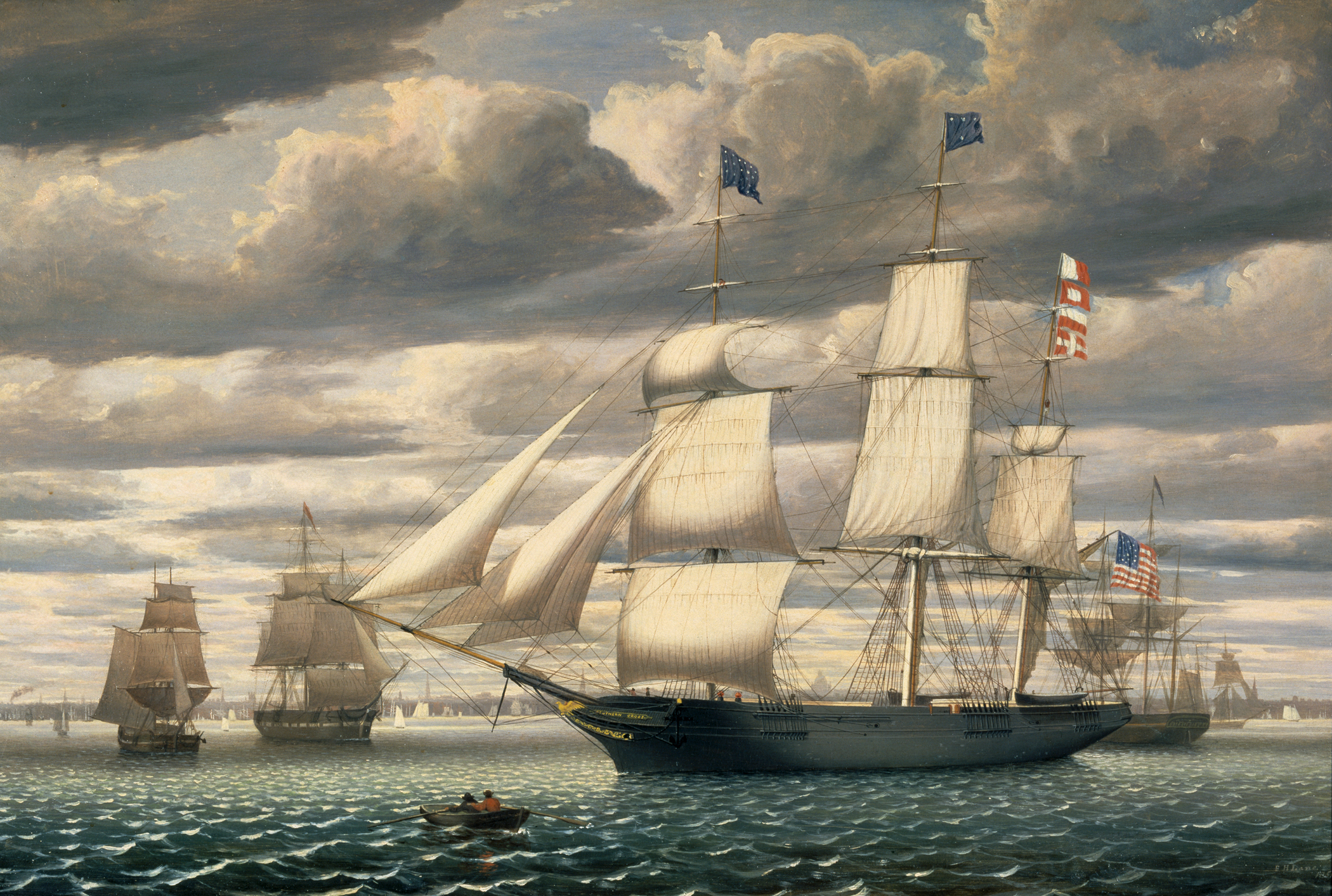
ボストン港を出港する"Southern Cross"(1851) ピーボディ・エセックス博物館蔵
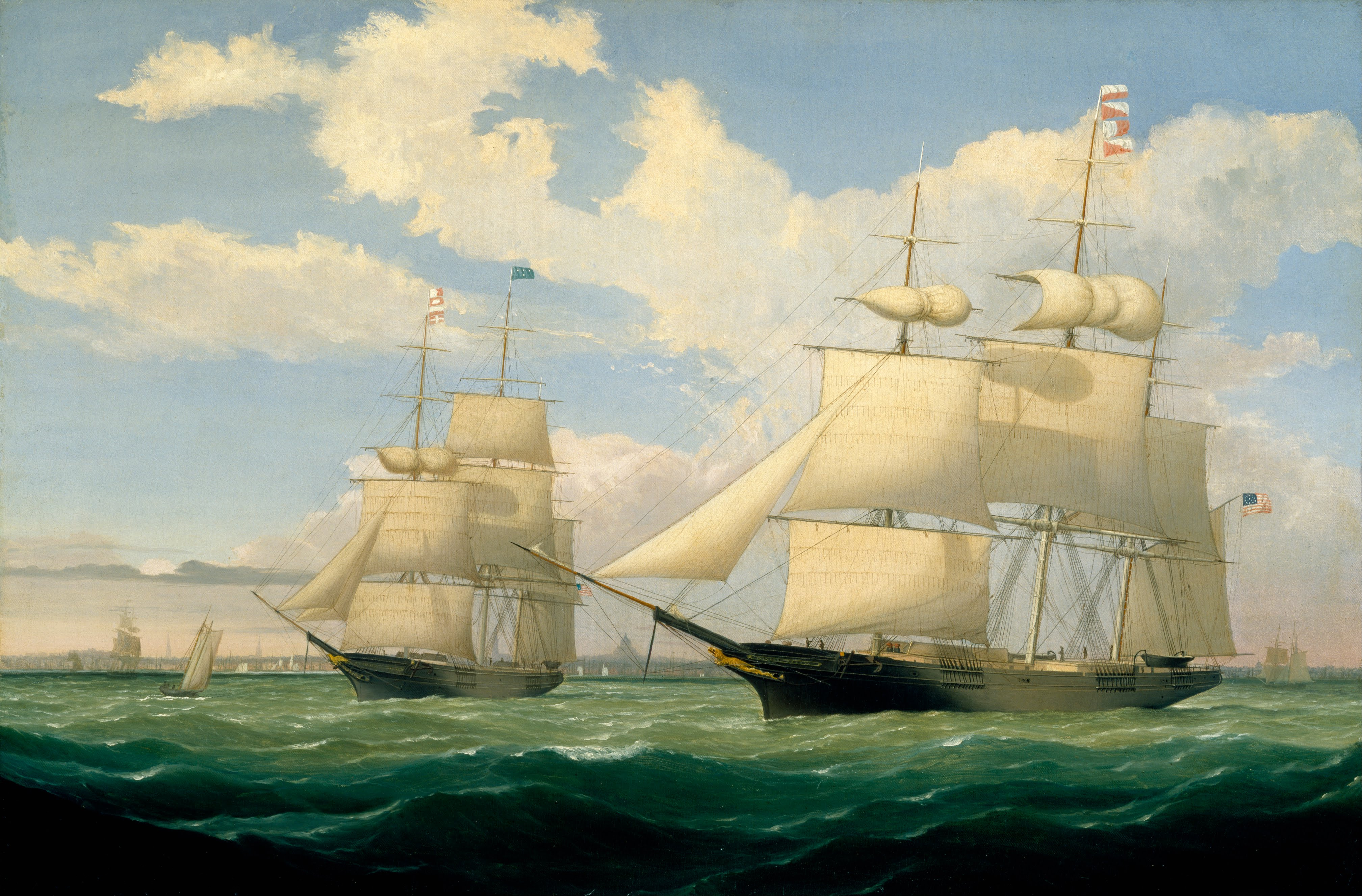
ボストン港の "Winged Arrow"と"Southern Cross" (1853) シンシナティ美術館蔵
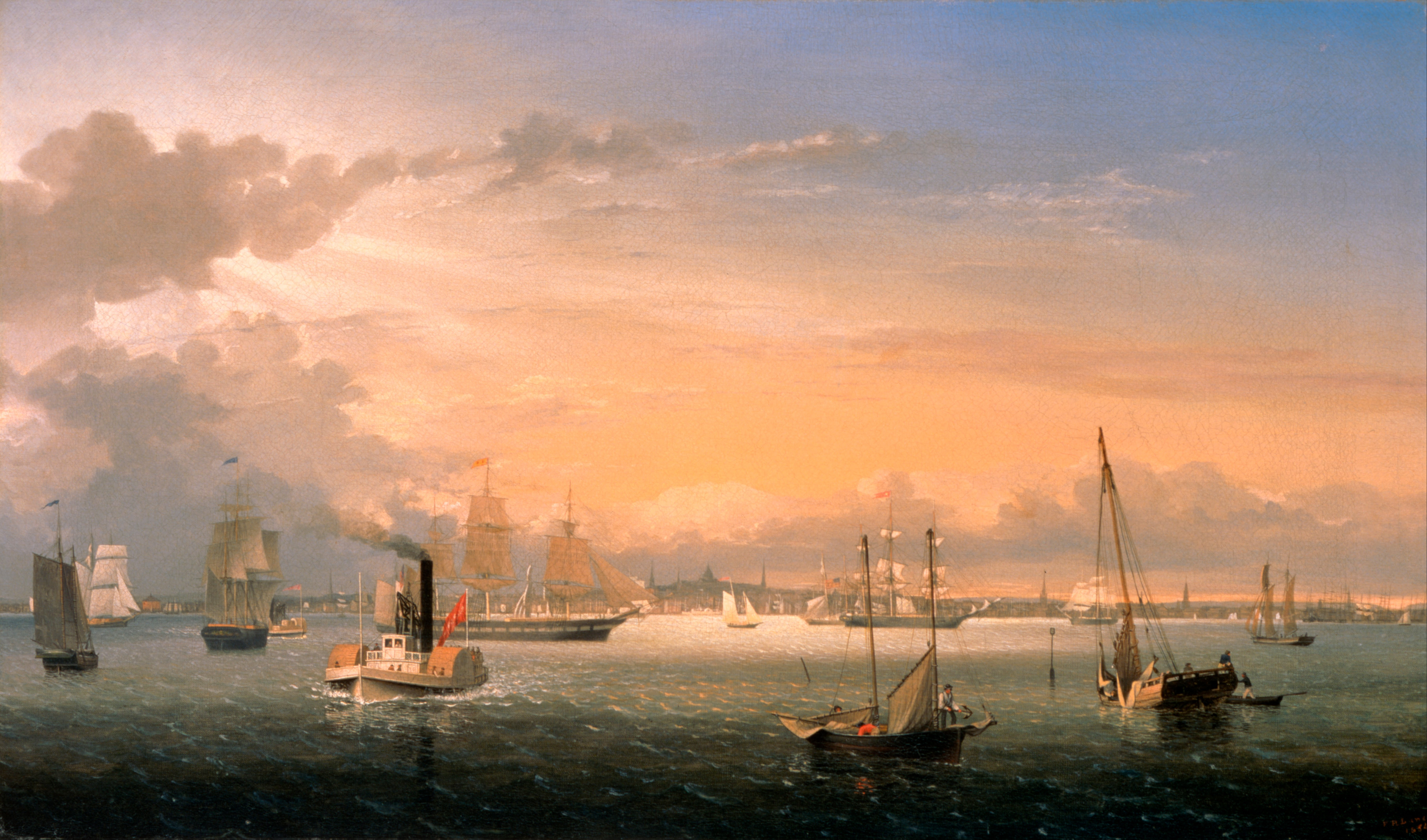
ボストン港 (1854) ホワイトハウス蔵
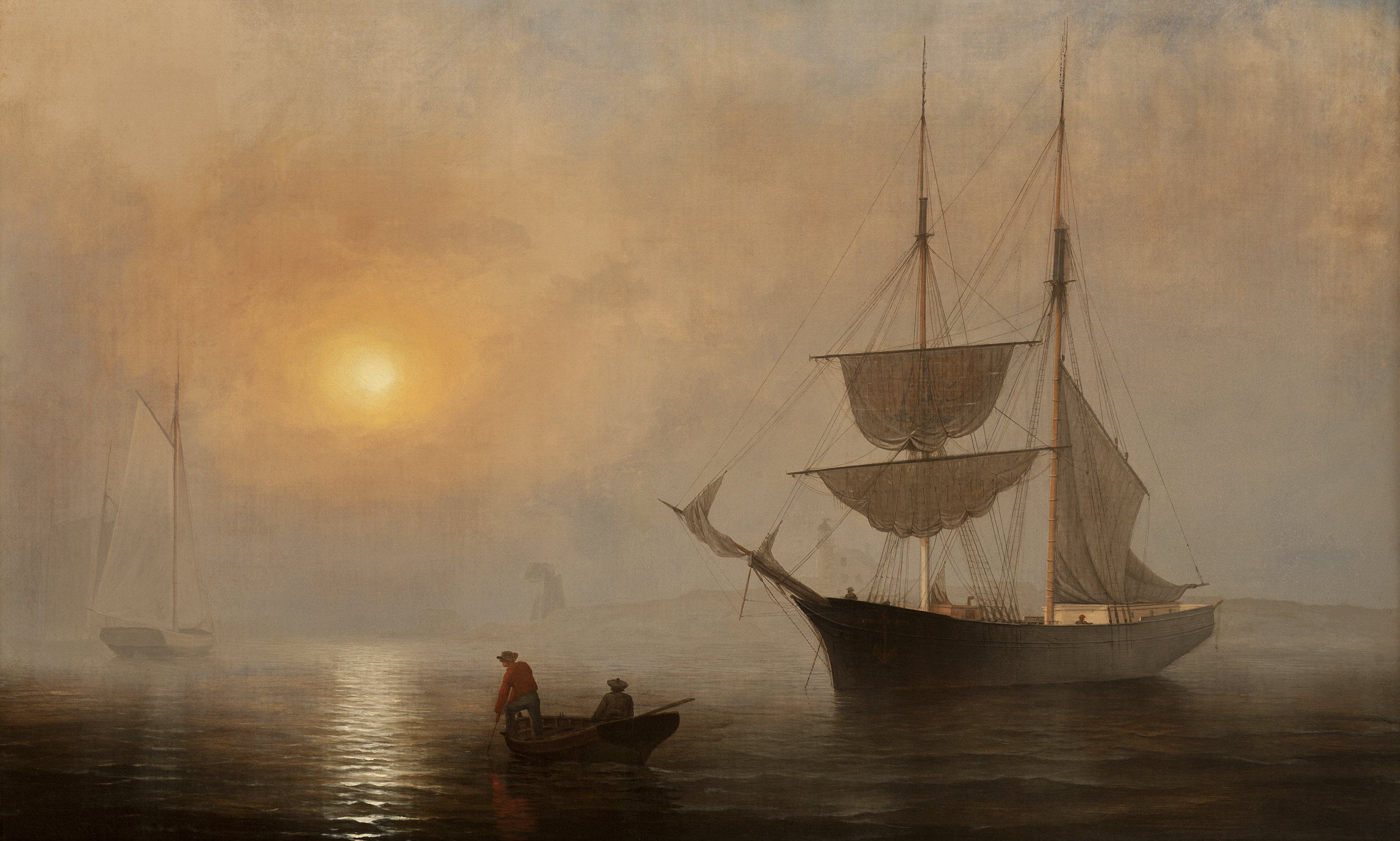
グロスター港の霧の中の船 (1854) プリンストン大学美術館蔵